# 沙砂复邦
沙巴和砂拉越恢复宪法地位，简称沙砂复邦，是恢复沙巴、砂拉越与马来亚同等政治地位的议题，即是针对《联邦宪法》第1 (2)条款的修正议案，更进一步恢复沙砂两地在《1963年马来西亚协定》之中应具有的各项权益。 沙巴和砂拉越的地位问题自《1976年修宪法案》之后持续出现争议，联邦政府长期强调“沙巴和砂拉越加入马来西亚”的政治宣传，与沙砂两地对建国协议的诠释不相符。
2019年4月4日，首相署法律事务部长刘伟强在国会提呈《2019年宪法（修正）法案》，但马来西亚政府不愿同时根据马来西亚协议，而修改联邦宪法第160 (2)条款中联邦的解释，故未能获得2/3多数支持的门槛，而在国会下议院二读程序遭到否决。2021年4月8日，社交媒体获得通讯及多媒体部与国家电影促进局泄漏的短讯，传出沙巴和砂拉越的政治地位从州恢复为邦，然而这则传言并未在内阁讨论通过修宪，仍不具有法律的意义。
2021年12月14日在第12届砂拉越州选举投票日前四天，国会下议院以199：0一致通过《1963年马来西亚协议》（MA63）修宪案，让沙巴和砂拉越与西马半岛享有平等地位，即恢复沙巴与砂拉越1963年加入马来西亚联邦时的“邦”的地位。修宪案包括将联邦宪法第1（2）条文修改为，组成联邦的“邦”，包括马来亚邦（即西马半岛），以及婆罗洲邦（即沙巴和砂拉越）。国会也修改宪法第160（2）条文，纳入1963年9月16日为“马来西亚日”，即马来西亚成立之日。

## 联邦宪法第1 (2)条款
马来亚联合邦于1957年独立时，《联邦宪法》第1 (2)条款的内容如下：
联邦之成员邦为柔佛、吉打、吉兰丹、森美兰、彭亨、霹雳、玻璃市、雪兰莪和登嘉楼（前称马来属邦），以及马六甲和槟城（前称马六甲和槟城海峡殖民地）。——联邦宪法修正案，1957年8月31日
，《联邦宪法》第1 (2)条款的内容如下：
联邦之成员邦为：

（a）马来亚属邦，名为柔佛、吉打、吉兰丹、马六甲、森美兰、彭亨、槟城、霹雳、玻璃市、雪兰莪和登嘉楼；

（b）婆罗洲属邦，名为沙巴和砂拉越；以及

（c）新加坡属邦。
——联邦宪法修正案，1963年9月16日
通过《1966年第59号法案》（Act 59 of 1966），上述内容的（c）段落于1965年8月9日起（即新加坡脱离马来西亚的日期）失效。
马来亚于1964年全国大选时，在159个选区之中占有104个席位，根据协议不超过2/3席位；1974年全国大选重划选区，马来亚在国会下议院增加至114个席位，沙砂两邦已经少于1/3席位，使得马来亚可以轻易越过两邦修改宪法。1976年8月27日签署生效《第A354号法案》，取代《联邦宪法》第1 (2)条款的内容如下：
联邦之成员州属为柔佛、吉打、吉兰丹、马六甲、森美兰、彭亨、槟城、霹雳、玻璃市、沙巴、砂拉越、雪兰莪和登嘉楼。——联邦宪法修正案，1976年8月27日
2019年4月4日，首相署法律事务部长刘伟强在国会提呈《2019年憲法（修正）法案》（联邦宪法拟议修正案），拟议将《联邦宪法》第1 (2)条款恢复成为原本的叙述，内容如下：
联邦之成员州属为：

（a）柔佛、吉打、吉兰丹、马六甲、森美兰、彭亨、槟城、霹雳、玻璃市、雪兰莪和登嘉楼；以及

（b）沙巴和砂拉越。
——联邦宪法拟议修正案，2019年4月4日
上述修宪议案在国会下议院二读程序表决时，222名议员中有138名议员支持、59票弃权，无法达到2/3多数票须要的148票，最终宣告不获通过。

## 宪法第160 (2)条款
《联邦宪法》第160(2)条款中联邦的解释
“联邦”是指根据1957年马来亚联合邦协议建立的联邦

## 1963年马来西亚协议91 (1)条款
《马来西亚协议》第91(1)条款中对联邦的解释
在本协议中，除非另有规定或上下文另有要求，“联邦”是指在马来西亚日当天和之后以“马来西亚”的名称为人所知的联邦

## 建国根基
马来西亚人民对马来西亚（联邦）的建国根基有两种不同观点。
沙巴和砂拉越加入马来西亚（早期联邦政治宣传、亲国阵派系的观点）
| +马来西亚 aka 联邦 | 西马11州属 |
| +马来西亚 aka 联邦 | 沙巴       |
| +马来西亚 aka 联邦 | 砂拉越     |

马来西亚是马来亚联合邦的扩张版图，于1957年8月31日独立，砂拉越与沙巴的地位等同马来亚联合邦州属。2010年，北方大学沙巴历史研究学者兰吉星博士（D. S. Ranjit Singh）在沙巴演讲表示，砂拉越与沙巴政府应该服从联邦，不能与之平起平坐，他的观点没有得到沙巴政治领袖的认同。
马来亚、沙巴和砂拉越共同建立马来西亚（沙砂两地政治的本土主流观点）
| +马来亚 aka 联邦 | 西马11州属 |
| +沙巴            |            |
| +砂拉越          |            |

马来西亚是由葛波德民意调查团在砂拉越和沙巴进行民意调查之后，根据砂拉越和沙巴人民的意愿与马来亚与新加坡组成的马来西亚，葛波德民意调查团的结果显示约有三分之一的人口强烈赞成马来西亚的成立；另外三分之一许多人认为马来西亚的成立是有利的，但是重点要求提供不同程度条件和保障；剩下三分之一的人要求独立与继续维持英殖民政府的统治在未来几年继续存在。葛波德民意调查团于1962年8月1日发表了其调查结果，报告和建议。葛波德民意调查团得出结论认为，马来西亚的成立应得到执行，同时葛波德勋爵还强调各方都应以平行伙伴的身份加入马来西亚联邦。然而沙砂两地在国会长期占有少于1/3的席位，致使多次修宪被剥削应有的权益。 沙巴和砂拉越仍保有部分立法、移民政策和税收的自主权。

## 提出诉求
2008年3月8日，国阵在2008年全国大选失去马来亚半岛选民的大部分支持砂沙须依靠东马成员党来维持执政联邦的多数议席，使得砂沙的诉求受到重视。2009年10月19日，象征马来西亚组成的马来西亚日，通过国会宣告成为全国公共假日。2013年5月5日，国阵在2013年全国大选再次失利，仅维持执政联邦的微弱多数议席，因此砂沙议员的支持成为关键因素，联邦对砂沙给予更多的让步，砂沙也有能力争取更大的权益。
2018年5月9日，希盟在2018年全国大选提出“恢复联邦精神”的竞选宣言，明确承诺恢复沙巴和砂拉越根据1963年马来西亚协定（MA63）应具有的地位，并建立特别委员会负责有关事务。2019年3月8日，内阁同意修改《联邦宪法》第1 (2)条款，并于4月4月将修正议案提呈国会议决，结果未获通过。
2020年9月16日，首相慕尤丁宣布成立由马来西亚首相主导的MA63特别委员会，成员包括沙巴首席部长、砂拉越首席部长及其他有资格的部长； 12月2日，MA63特别委员会召开首次会议，成立负责沙巴和砂拉越事务的3个小组委员会，包括：伙伴关系工作委员会、沙巴砂拉越国家安全工作委员会、社会经济工作委员会。

## 历史事纪
- 1957年8月31日，马来亚联合邦独立。
- 1961年5月27日，东姑阿都拉曼在新加坡应邀演讲时，首次公开提出“马来西亚计划”。[28]
- 1963年7月22日，砂拉越成立自治政府。[m]
- 1962年8月1日，葛波德民意调查团发布葛波德委员会报告书。[30]
- 1963年8月31日，北婆罗洲成立自治政府。[m]
- 1963年9月16日，北婆罗洲（沙巴）、马来亚、砂拉越、新加坡联合建立马来西亚。
- 1965年8月9日，新加坡独立，退出马来西亚。
- 1976年7月13日，国会下议院二读通过《1976年修宪法案》，沙巴、砂拉越与马来亚十一州属同等地位。[31]
- 2019年4月4日，首相署法律事务部长刘伟强在国会提呈《2019年修宪法案》。[32][33][34]
- 2019年4月9日，国会下议院二读《2019年修宪法案》，未获通过。[6]